# Полосатая колючая акула
Полосатая колючая акула, или флоридский этмоптерус (лат. Etmopterus bullisi) — представитель рода чёрных колючих акул семейства этмоптеровых (Etmopteridae) отряда катранообразных. Известна из северо-западной части Атлантического океана с глубин до 850 м. Наибольшая известная общая длина рыб не превышает 27 см. Тело стройное и вытянутое, серого цвета, брюхо и нижняя часть головы чёрные. У основания обоих спинных плавников имеются шипы. Анальный плавник отсутствует.

## Таксономия
Впервые вид был описан в 1957 году американскими ихтиологами Генри Брайантом Бигелоу и Уильямом Чарльзом Шрёдером. Голотип — неполовозрелая самка общей длиной 19,6 см, пойманная у северо-восточного побережья Флориды на глубине около 366 м. Вид назван в честь Харви, Р. Буллиса из Бюро коммерческого рыбного промысла, который активно участвовал в рыболовецких исследованиях, проводимых в Мексиканском Заливе в середине XX в.

## Ареал
Обитает в северо-западной части Атлантического океана у побережья Ангильи, Барбадоса, Колумбии, Доминики, Гренады, Гваделупе, Гондураса, Ямайки, Мартиники, Никарагуа, Сент-Киттс и Невис, Сент-Люсии, Сент-Винсент и Гренадин и США (Флорида, Джорджия, Северная и Южная Каролина). Встречается у дна на материковом склоне на глубине от 275 до 850 м (в основном глубже 350 м).

## Размерная характеристика
Максимальная известная общая длина неполовозрелых самцов составляет 16,2—26,2 см, самок — 15,4—26 см. Поимок взрослых особей не зарегистрировано.

## Описание
У этих акул стройное тело с длинным хвостом. Расстояние от начала основания брюшных плавников до вертикали, проходящей через основание нижней лопасти хвостового плавника, примерно равно расстоянию от кончика рыла до первой жаберной щели, немного меньше дистанции между основаниями грудных и брюшных плавников и слегка превышает расстояние между спинными плавниками. Расстояние между основаниями грудных и брюшных плавников небольшое, равно приблизительно 0,7 ширины головы. Расстояние от кончика рыла до шипа у основания первого спинного плавника примерно равно расстоянию между этим шипом и каудальным кончиком второго спинного плавника. Основание первого спинного плавника расположено ближе к грудным плавникам. Жаберные щели очень короткие, по ширине равны брызгальцам и составляют 1/3 или менее от длины глаз. Верхние зубы с тремя зубцами.
Крупные овальные глаза вытянуты по горизонтали. Позади глаз имеются крошечные брызгальца. Ноздри размещены на кончике рыла. Перед основаниями обоих спинных плавников расположено по одному шипу с бороздкой. Второй спинной плавник и его шип крупнее, чем первый спинной плавник и его шип. Грудные плавники маленькие и закруглённые. Хвостовой стебель длинный, верхняя лопасть хвостового плавника удлинена, нижняя развита слабо. Кожа на боках тела покрыта мелкими плакоидными чешуями конической формы, оканчивающимися крючком. Чешуйки расположены не плотно друг к другу и сгруппированы в продольные ряды. Окраска сверху тёмно-серая, нижняя часть головы и брюхо окрашены в чёрный цвет с резкой границей. Над и позади брюшных плавников пролегает узкая чёрная отметина.

## Образ жизни
Особенности биологии этого вида практически не известны. Питаются мелкими ракообразными и кальмарами. Вероятно, размножается яйцеживорождением. Размеры новорожденных около 15 см: общая длина пойманных детёнышей, имевших незажившие пупочные шрамы, составляет 15,4—16,2 см.

## Рыбохозяйственное значение
Вид не имеет коммерческой ценности. В качестве прилова попадает в промысловые глубоководные тралы. Пойманных акул выбрасывают за борт. Данных для оценки Международным союзом охраны природы статуса сохранности вида недостаточно.